# 将軍 SHŌGUN
『将軍 SHŌGUN』（しょうぐん、原題：Shōgun）は、ジェームズ・クラベルの小説『将軍』（Shōgun）を原作として、1980年にアメリカ合衆国・NBCで制作・放送されたテレビドラマ。劇場映画として編集されヨーロッパや日本で上映されたほか、日本ではテレビでも放送された。

## 内容
17世紀、オランダ船の乗組員である主人公のイギリス人航海士ジョン・ブラックソーンは、江戸時代初期の日本に漂着する。ヨーロッパとはまったく違う社会制度や生活習慣に驚きながらも、吉井虎長らの武将やヨーロッパ人宣教師らなどと関わり、政治的に激動する日本で生きていく。
実在したイギリス人ウィリアム・アダムス（三浦按針）をモデルにしているが、内容は実在の人物を架空の人名に置き換えたフィクションである。
村人がおじぎをしなかったからという理由で、役人にいきなり切り殺されたり、何の詮議もなく、主人公たちが捕えられ投獄された上、無差別に船員の一人が連行され釜茹でにされてしまうなど、当時の日本でも考えられないような荒唐無稽な描写もされている。
ただし加賀藩では元和4年、姦通の末に夫を殺害した田上弥右衛門の妻たねが「釜煎」に処された。
こういう事例を元にして脚本が描かれた背景がある。
原作訳書
- 『将軍 SHŌGUN』宮川一郎訳・綱淵謙錠監修、TBSブリタニカ 上中下、1980年／扶桑社 全4巻、2024年

## キャスト
日本語吹替は「テレビシリーズ版（1981）／劇場公開版（1992）」の順に記載。いずれもテレビ朝日放送時に製作。テレビシリーズ版がソフトに収録。
- 按針／ジョン・ブラックソーン：リチャード・チェンバレン（吹替：瑳川哲朗／小川真司）- 史実でウィリアム・アダムスに該当。
- 吉井虎長：三船敏郎 - 史実で徳川家康に該当。
- 戸田まり子：島田陽子 - 史実で細川ガラシャに該当。
- 柏木矢部：フランキー堺 - 史実で本多正信に該当。
- デラクレア大司教：アラン・バデル（吹替：宮川洋一／原田一夫）- 史実でアレッサンドロ・ヴァリニャーノに該当。
- アルビト神父：ダミアン・トーマス（英語版）（吹替：寺田農／原康義）- 史実でジョアン・ロドリゲスに該当。
- ドミンゴ修道士：マイケル・ホーダーン（吹替：松村彦次郎／宮内幸平）
- フェリエラ船長：ヴラデク・シェイバル（英語版）（吹替：大塚周夫／〈不明〉）- 史実でホレイショ・ネレッティに該当。
- 柏木近江：目黒祐樹 - 史実で本多正純に該当。
- 石堂和成：金子信雄 - 史実で石田三成に該当。
- ビンク：ジョージ・イネス（英語版）（吹替：樋浦勉／〈不明〉）- 史実でヤン・ヨーステンに該当。
- セバスチオ神父：レオン・リセック（英語版）（吹替：梶哲也／麦人）
- ロドリゲス：ジョン・リス＝デイヴィス（吹替：小松方正／石田太郎）
- 戸田文太郎：高松英郎 - 史実で細川忠興に該当。
- 戸田広松：安部徹 - 史実で細川藤孝に該当。
- ふじ子：千野弘美
- ギンセル：ジョン・カーニー（吹替：屋良雄作／〈不明〉）
- スガ：江原正士
- 佐助：榎木兵衛
- 和船船長：長谷川弘
- サラモン：イアン・ジェントル
- 佐津子：賀田裕子
- 菊：喜多川美佳
- ぎょう子：橘田良江
- クルーク: スチュワート・マッケンジー（吹替：村山明／〈不明〉）
- 羅子：松原愛
- スピルベルゲン：ニール・マッカーシー（英語版）（吹替：〈不明〉／中庸助）- 史実でヤコブ・クワッケルナックに該当。
- 村次：宮口精二
- あさ：森下祐巳子
- 坐滝：夏木陽介 - 史実で松平定勝に該当。
- 浦野忠正：大林丈史
- ミカエル：岡田真澄 - 史実で千々石ミゲルに該当。
- ピーテルゾーン：エドワード・ピール
- マエツカー：エリック・リチャード
- 落葉：佐野厚子 - 史実で淀殿に該当。
- げんじ子：関根世津子 - 史実で於江与に該当。
- 古い庭師：瀬良明
- スペクス：モルガン・シェパード
- 桐：高美以子 - 史実で阿茶局に該当。
- 吉井那賀：宅麻伸 - 史実で松平忠吉に該当。
- 園：竹井みどり
- ローパー: スティーブ・ウベル（吹替：〈不明〉／若本紀昭）
- 義仲：山本麟一
- 女：東静子
- ナレーター：オーソン・ウェルズ、アン・バンクロフト（吹替：矢島正明）
  - テレビシリーズ版吹替その他：上田敏也、飯塚昭三、石井敏郎、宮村義人、笹岡繁蔵、小比類巻孝一
  - 劇場公開版吹替その他：千田光男、藤本譲、辻親八、小室正幸、秋元羊介、古田信幸、稲葉実、さとうあい、玄田哲章

## スタッフ
- 監督: ジェリー・ロンドン
- 原作:  ジェームズ・クラベル
- 脚本: エリック・バーコビッチ
- プロデューサー: エリック・バーコビッチ、ベン・チャップマン、ジェームズ・クラベル、ケリー・フェルザーン
- 撮影: アンドリュー・ラズロ
- 音楽: モーリス・ジャール

### 日本語版
- 字幕翻訳: 岡枝慎二

| 吹き替え       | テレビシリーズ版 （1981年製作） | 劇場公開版 （1992年製作） |
| -------------- | ------------------------------- | ------------------------- |
| 演出           | 小林守夫 河村常平               | 伊達康将                  |
| 台詞 翻訳      | 飯嶋永昭                        | 平田勝茂                  |
| 調整           | 前田仁信 小野敦志               | 桑原邦男                  |
| 効果           | 重秀彦 安藤茂樹 藤田信夫        | リレーション              |
| プロデューサー | 植木明 大谷映芳 小林直紀        | 圓井一夫                  |
| 制作           | 東北新社                        | 東北新社                  |
| 制作           | テレビ朝日                      |                           |

## 公開・放送

### アメリカ合衆国
- 1980年9月15日から9月19日に、NBCネットワークで放映された（5日連続）。
- エーシーニールセン調べの全米視聴率では平均32.6%、最高36.9%（9月17日放送の第3話。全米占拠率の最高も同回の57%）を記録した[1]。

### 日本
- 1980年11月、125分に編集された映画版が、東宝系劇場で公開された。
  - 日本国内のみのイメージソングとして大橋純子が歌う「燃えつきて」（作詞：阿久悠／作曲：筒美京平／編曲：後藤次利）が映画プロモーションに流された。
- 1981年3月30日から4月6日、テレビシリーズ版がテレビ朝日系列で放映された（8日連続）。当時の小西六写真工業=現：コニカミノルタが特別協賛し、業務用複写機「ユービックス」を冠した『ユービックス ビッゲスト・イベント』として放送された。放送日程は次の通り[2]。

| 回 | 放送日 （1981年） | 曜日 | 放送時間 （JST） |
| -- | ----------------- | ---- | ---------------- |
| 1  | 3月30日           | 月曜 | 20:00 - 22:42    |
| 2  | 3月31日           | 火曜 | 20:00 - 20:56    |
| 3  | 4月1日            | 水曜 | 20:00 - 20:56    |
| 4  | 4月2日            | 木曜 | 20:00 - 20:56    |
| 5  | 4月3日            | 金曜 | 20:00 - 20:56    |
| 6  | 4月4日            | 土曜 | 20:00 - 20:56    |
| 7  | 4月5日            | 日曜 | 20:00 - 20:56    |
| 8  | 4月6日            | 月曜 | 20:00 - 22:44    |

- 1992年11月29日には、劇場公開版がテレビ朝日『日曜洋画劇場』で放映された。吹き替えはテレビシリーズと異なり、新録音したものを使用している。
- 2017年12月24日、時代劇専門チャンネルでテレビシリーズ版がノーカットかつ日本語字幕付きで放送された。吹き替え版ではなくノーカット字幕版の日本初放送であった[3]。

## DVD
- SHŌGUN（テレビシリーズ・5枚組、パラマウントジャパン) - 。吹替はテレビシリーズ版のものを収録。

## 受賞歴

### エミー賞
- プライムタイム・エミー賞 作品賞 (ミニシリーズ部門)（1981年）
- グラフィックデザイン・タイトル賞（1981年）
- シリーズ部門・衣装賞（1981年）

### ゴールデン・グローブ賞
- テレビシリーズ ドラマ部門・作品賞（1981年）
- テレビシリーズ ドラマ部門・男優賞（1981年：リチャード・チェンバレン）
- テレビシリーズ ドラマ部門・女優賞（1981年：島田陽子）

## リメイク
2013年にフォックス放送が本作を再ドラマ化することを発表し、『ソーシャル・ネットワーク』のマイケル・デ・ルカと『エリザベス1世 〜愛と陰謀の王宮〜』のナイジェル・ウィリアムズがプロデューサーを担当する予定だった。
2021年から米FX製作のドラマが撮影され、作者の娘ミカエラ・クラベルも製作総指揮として参加。1シーズンのリミテッド・シリーズで、出演は製作も兼ねる真田広之（虎長 役）、コスモ・ジャーヴィス（ブラックソーン役）、澤井杏奈（まり子 役）、浅野忠信（柏木矢部 役）、二階堂ふみ（落葉 役）。

## その他
- まり子役は当初ジュディ・オングにオファーされていたが、「魅せられて」が日本レコード大賞を狙える大ヒットとなったことで出演を辞退した[7]。
- 『朝日新聞』1981年4月4日（ドラマ第6回放送日）に掲載された、サトウサンペイ原作の漫画『フジ三太郎』では、三太郎一家がドラマの一場面を見た後、息子の小太郎が、前に三太郎に三浦按針ってどんな人かと聞いたら、「按摩とハリの人だって」と言ったと発言、三太郎が真っ赤になってしまった[8]。